# Dreifaltigkeitskirche (Gus-Schelesny)

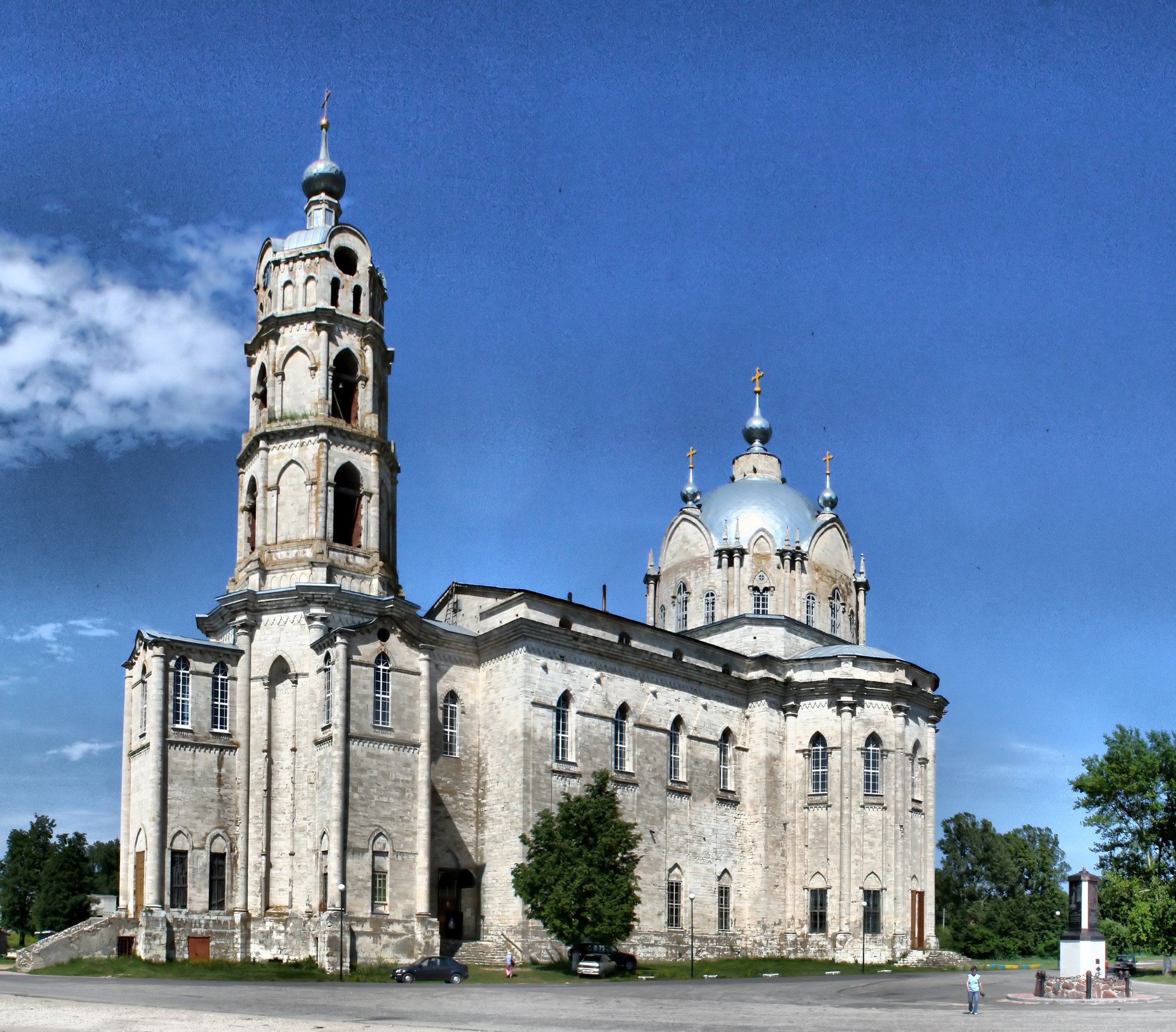
Dreifaltigkeitskirche in Gus-Schelesny

Die Dreifaltigkeitskirche (russisch Церковь Живоначальной Троицы Zerkow Schiwonatschalnoi Troizy, abgekürzt Троицкая церковь Troizkaja zerkow) ist eine in der Siedlung Gus-Schelesny (Oblast Rjasan) gelegene Russisch-Orthodoxe Kirche der Eparchie Kassimow.

## Geschichte
Der Bau der Dreifaltigkeitskirche in Gus-Schelesny begann 1802 im Auftrag des Stahlfabrikanten Andrej Bataschow (1724–1799) und dauerte, mit einer Pause von 1825 bis 1847, bis zum Jahr 1868. Der Architekt ist unbekannt; im Archiv ist die Erwähnung erhalten geblieben, dass „die Kirche durch einen bekannten Architekt errichtet wird“. Möglicherweise handelte es sich um Wassili Baschenow. Im Laufe der Errichtung wurden mehrere Votivaltäre geweiht – zu Ehren des Heiligen Nikolaus von Myra (1816), der Heiligen Petrus und Paulus (1818), sowie der Geburt Christi (1823). Der Hauptaltar wurde im Jahr der Fertigstellung 1868 zu Ehren der Dreifaltigkeit geweiht.
Zu Beginn der Sowjetherrschaft wurde die Kirche 1921 geplündert und 1932 für Gottesdienste geschlossen. 1948 wurde sie der russisch-orthodoxen Kirche zurückgegeben.

## Architektur
Die Architektur der Dreifaltigkeitskirche vereint Merkmale des Klassizismus, des Barock sowie der Gotik, und hat keine Analogie in der russischen Kirchenarchitektur.
Die Höhe der Kirche beträgt 55 Meter, die des Glockenturms 70 Meter. Die Kirche bietet Platz für 1200 Gottesdienstbesucher.